# Palais de la Cava
Le Palacio de los Duques de Maqueda, également connu sous le nom de Palacio de La Cava, est un palais situé à Tolède, en Castille-La Manche, en Espagne. Situé à proximité de la Puerta del Cambrón et du monastère de San Juan de los Reyes, le palais a été construit par la famille Cárdenas, ducs de Maqueda et magistrats de Tolède entre le XVIe et le XVIIIe siècle. Parmi les vestiges conservés, il faut souligner le portail, unique de style mudéjar construit au XIVe siècle.

## Légende
Selon la légende, Florinda Cava, la fille du comte Don Julián, grâce à sa relation amoureuse avec Don Rodrigo a permis l'occupation musulmane en Espagne. Mais si tel est le cas, on prétend également que Muley Hazen a perdu le trône de Grenade en raison de sa lassitude dans son histoire d'amour avec la chrétienne Isabel de Solís.

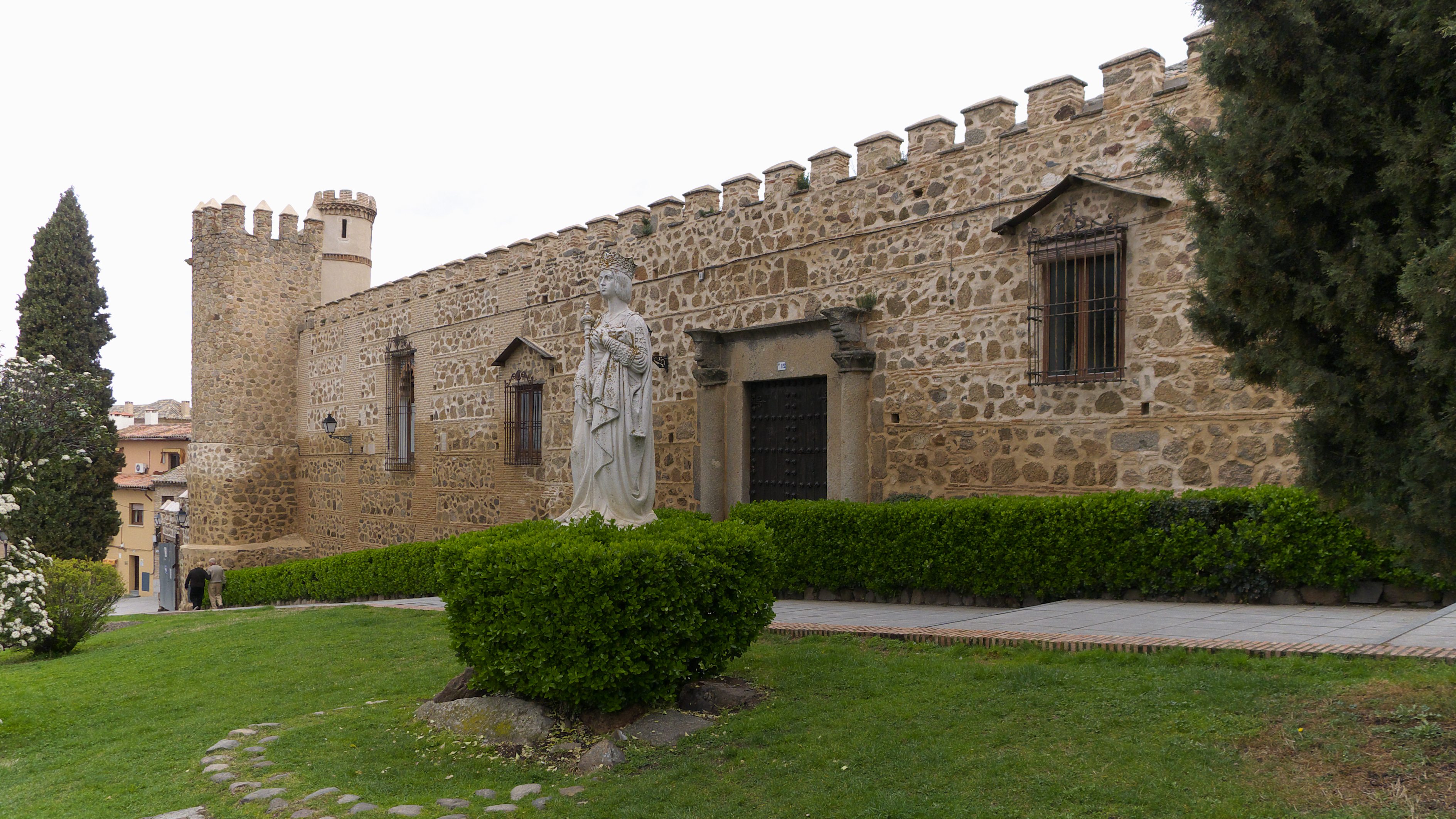

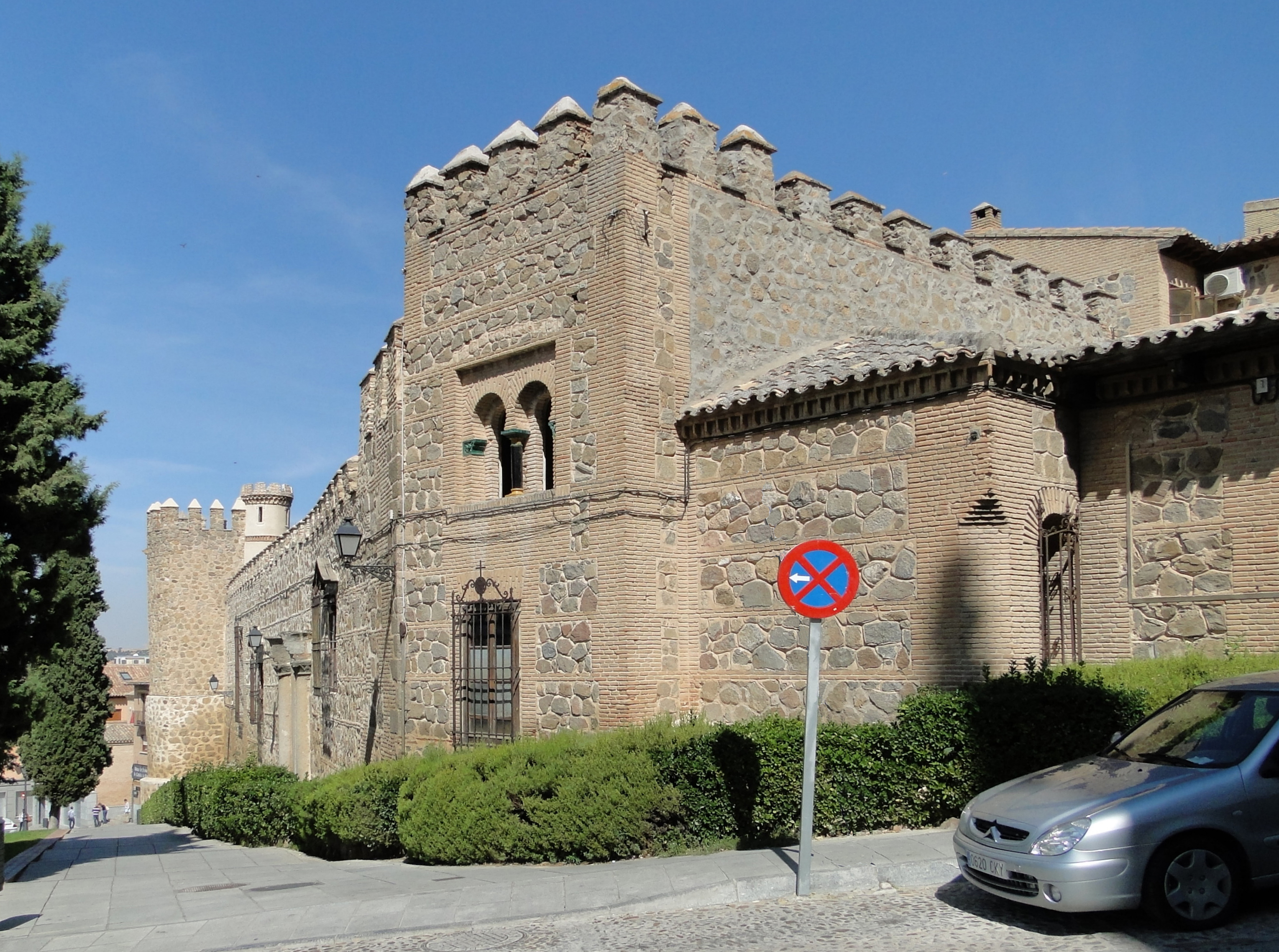

## Source de traduction
- (en) Cet article est partiellement ou en totalité issu de l’article de Wikipédia en anglais intitulé « Palacio de la Cava » (voir la liste des auteurs).